# Маса електрона
Маса електрона — фізична константа, маса спокою електрона.
Позначається здебільшого літерами m, m0 або me.
- me = 9,109382(61)×10−31 кг.
- {\displaystyle m_{e}} = 0,510998918(44) МеВ/c2.

Маса електрона є мірилом для мас квазічастинок. Вона входить до складу багатьох інших фізичних сталих.
У одиницях маси електрона:
- маса протона mр=1836,1·me,
- маса нейтрона mn=1838,6·me.